# Chade Reed

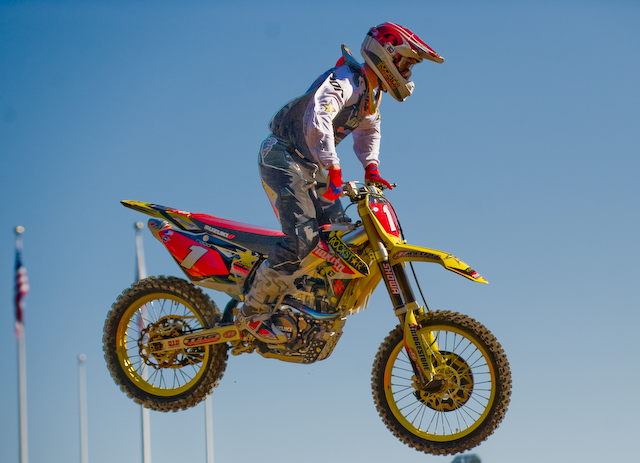
Imagem do Piloto Australiano Chade Reed.

Chad Reed é um piloto australiano de motocross e supercross. Compete atualmente nos Estados Unidos. É o campeão norte-americano de motocross de 2009.